# Black Butterflies (film 1928)

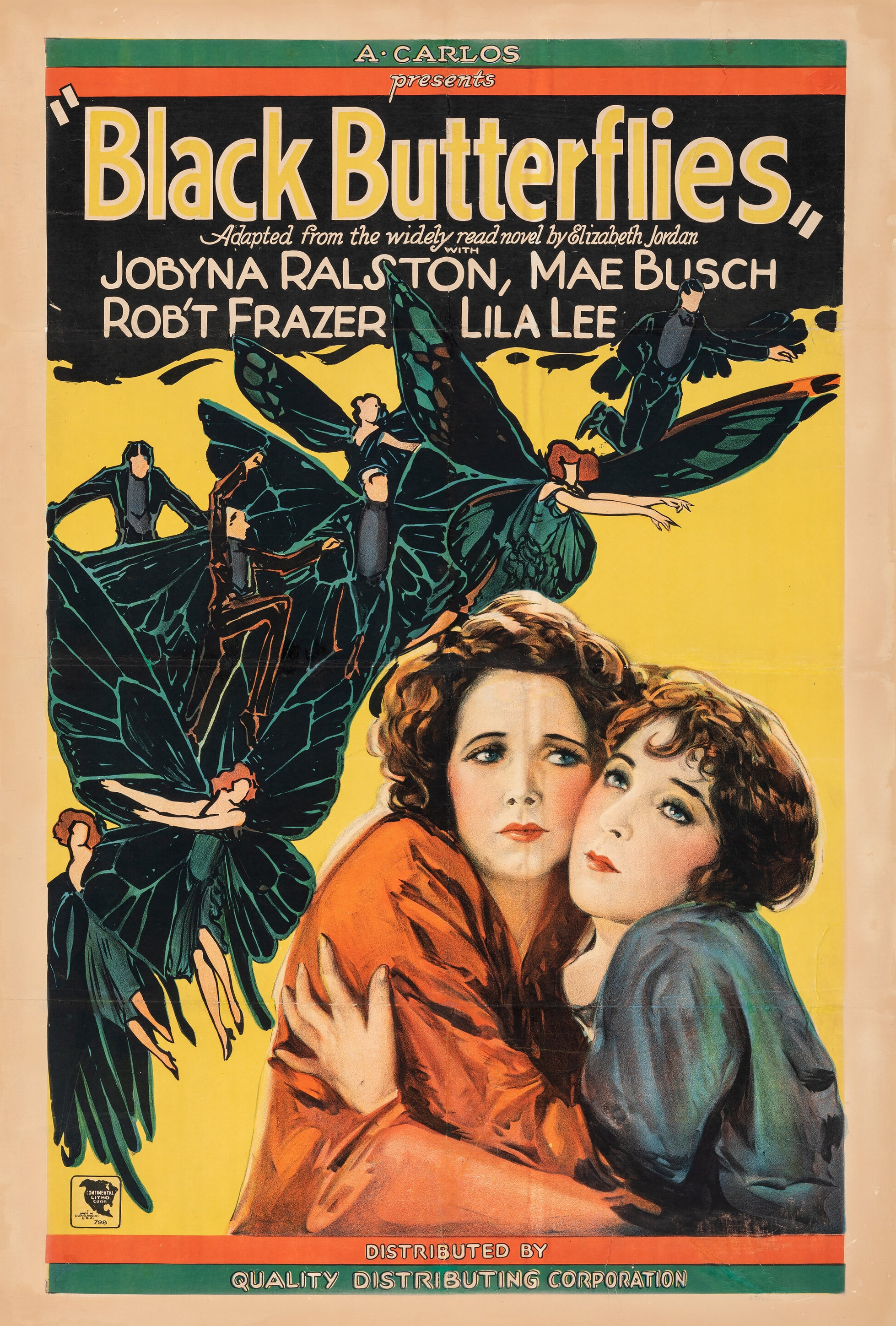

Black Butterflies è un film muto del 1928 diretto da James W. Horne. La sceneggiatura si basa sul romanzo Black Butterflies di Elizabeth Jordan pubblicato a New York e a Londra nel 1927.

## Trama
Dorinda, una ricca ragazza della buona società che segue le mode del momento mostrandosi allergica al matrimonio e esibendo comportamenti da flapper, rischia di vedere il proprio nome trascinato in uno scandalo. Per evitarlo, sposa David Goddard, un giovane avvocato spiantato alle prime armi, al quale offre cinquemila dollari l'anno. Dopo il matrimonio, però, Goddard non è soddisfatto di quell'arrangiamento e la coppia, quando si trova sola, litiga in continuazione. Lui cerca di sottrarla all'influenza delle Black Butterflies, le sue compagne, che la portano sempre più a mostrarsi ribelle e sfacciata. Un giorno, Dorinda, alla guida di un'automobile, provoca un incidente che rende per qualche tempo cieco il marito. Preda del rimorso, Dorinda chiude con le Black Butterflies e diventa per David una moglie a tutti gli effetti.

## Produzione
Il film fu prodotto dalla Carlos Productions.

## Distribuzione
Il copyright del film, richiesto dalla Quality Distributing Corp., fu registrato il 7 luglio 1928 con il numero LP25433.
Il film, presentato da A. Carlos, uscì nelle sale cinematografiche degli Stati Uniti il 31 agosto 1928.
Non si conoscono copie ancora esistenti della pellicola che viene considerata presumibilmente perduta.